# Chlorissa benderi
Chlorissa benderi är en fjärilsart som beskrevs av Koutsaftikis 1973. Chlorissa benderi ingår i släktet Chlorissa och familjen mätare. Inga underarter finns listade i Catalogue of Life.